# Platyja exviola
Platyja exviola är en fjärilsart som beskrevs av George Francis Hampson 1891. Platyja exviola ingår i släktet Platyja och familjen nattflyn. Inga underarter finns listade i Catalogue of Life.